# Mikangaula
Mikangaula ist ein Verwaltungsbezirk (englisch Ward) des Distrikts Nanyumbu in der tansanischen Region Mtwara.

## Geografie
Mikangaula liegt im Südosten von Tansania etwa 180 Kilometer Luftlinie südwestlich der Regionshauptstadt Mtwara. Der Bezirk grenzt im Norden an Namajani, im Nordosten an Sululu, im Osten an Mnanje, im Süden an Maratani und im Westen an Kamundi. Bei der Volkszählung 2022 lebten 9892 Menschen in 3084 Haushalten auf einer Fläche von 83 Quadratkilometern.

## Gliederung
Der Bezirk besteht aus sechs Gemeinden (Mtaa) mit 32 Orten (Kitongoji):
| Chang'ombe - Bombambili - Minazini - Shaurimoyo - Kisiwani | Mikangaula - Madukani - Dodoma - Msasani - Chem Chem - Misufini - Muungano | Namatumbusi - Mirambo - Muungano - Kivukoni - Stendi - Naipingo - Migongo - Msimbazi - Majengo | Mkwajuni - Majengo - Mtoni - Handeni - Amani | Kilosa - Mwambani - Rahaleo - Kazamoyo - Muungano - Shimoni - Mbaruku | Lowasa - Mnazimmoja - Kilimahewa - Lowasa - Mikoroshini |

## Infrastruktur
- Bildung: Die Mikangaula Secondary School ist eine staatliche weiterführende Schule, die Tagesschüler bis zur 4. Stufe ausbildet.[8]
- Gesundheit: In den Gemeinden Mikangaula und Namatumbusi befindet sich je eine staatliche Apotheke.[9][10]